# Geno Auriemma
Geno Auriemma (nacido Luigi Auriemma el 23 de marzo de 1954 en Montella, Italia) es un entrenador de baloncesto italo-estadounidense que ejerce en la NCAA femenina desde el año 1985 como entrenador principal de la Universidad de Connecticut (UConn). Durante 5 años fue seleccionador de Estados Unidos.

## Trayectoria
- Universidad de Saint Joseph's (1977-1979), (ayudante)
- Bishop Kenrick H.S. (1979-1981)
- Universidad de Virginia (1981-1985), (ayudante)
- Universidad de Connecticut (1985-)
- Estados Unidos (2010)
- Estados Unidos (2012-2017)